# Itálica
Itálica was een Romeinse stad in het huidige Spanje, ongeveer tien kilometer ten noordwesten van Sevilla. Itálica lag deels op de plaats van de huidige stad Santiponce, maar strekte zich verder naar het noorden uit.
Itálica was de geboorteplaats van de Romeinse keizer Trajanus en wellicht ook van zijn opvolger Hadrianus. 
Itálica werd gesticht door Scipio Africanus in 206 v.Chr. als eerste Romeinse stad op het Iberisch Schiereiland. Zij maakte een grote bloei door tijdens de keizertijd. De neergang zette zich al in de derde eeuw in, vermoedelijk doordat de rivier Guadalquivir zijn loop verlegde. Itálica is tegenwoordig een archeologische site, waarvan de opgravingen begonnen in 1781. Slechts een klein deel van de stad is opgegraven, waaronder het amfitheater, dat 25.000 toeschouwers kon bevatten, het theater en enkele voorname woonhuizen. Er zijn veel mozaïeken blootgelegd, waarvan een aantal nog in situ zijn. Verdere vondsten uit Itálica worden bewaard in het Museo Arqueológico in Sevilla en in het Palacio de la Condesa de Lebrija in dezelfde stad.
De ruïnes van Itálica werden in de 16e eeuw in de "Canción de las ruinas de Itálica" bezongen door Rodrigo Caro (1573 - 1647) met de beginwoorden "Het land O Fabio, dat je hier ziet, O smart, verlaten velden, dorre heuvel, was ooit het beroemde Itálica". De dorre woestenij was een voorbeeld van vergane glorie.